# عاموس كيندال
عاموس كيندال (بالإنجليزية: Amos Kendall)‏ (و. 1789 – 1869 م) هو محامي وصحفي وسياسي أمريكي. وقد اشتهر كرئيس تحرير مجلة أرغوس أمريكا الغربية Argus of Western America، وهي صحيفة كانت ذات تأثير في فرانكفورت عاصمة ولاية كنتاكي الأمريكية. استغل صحيفته ومهاراته في الكتابة وصلاته السياسية لجعل الحزب الديمقراطي قوة سياسية وطنية. كان كيندال من المؤيدين المتحمسين للجنرال أندرو جاكسون، وعمل مديرا عاما لخدمة البريد الأمريكية في إدارات جاكسون ومارتن فان بيورين. وكان أحد أهم الأعضاء بين "وزراء المطبخ"، وهي مجموعة غير رسمية من كبار المعينين والمستشارين في عهد جاكسون الذين وضعوا سياسة الإدارة. عاد بعدها إلى حياته الخاصة، وكتب إحدى من أوائل السير حول جاكسون والتي نُشرت عام 1843. استثمر كيندال بقوة في اختراع سامويل مورس الجديد، التلغراف. أصبح أحد أهم الشخصيات في إطار تحول وسائل الإعلام الأمريكية في القرن التاسع عشر.

## التعليم
تعلم في دارتموث.

## روابط خارجية
- عاموس كيندال على موقع إن إن دي بي (الإنجليزية)